# Gestads socken
Gestads socken i Dalsland ingick i Sundals härad, ingår sedan 1974 i Vänersborgs kommun och motsvarar från 2016 Gestads distrikt.
Socknens areal är 60 kvadratkilometer varav 60,00 land.  År 2000 fanns här 771 invånare.  sockenkyrkan Gestads kyrka ligger i socknen.   

## Administrativ historik
Socknen har medeltida ursprung. 
Vid kommunreformen 1862 övergick socknens ansvar för de kyrkliga frågorna till Gestads församling och för de borgerliga frågorna bildades Gestads landskommun. Landskommunen uppgick 1952 i Brålanda landskommun som 1974 uppgick i Vänersborgs kommun. Församlingen uppgick 2024 i Brålandabygdens församling.
1 januari 2016 inrättades distriktet Gestad, med samma omfattning som församlingen hade 1999/2000.  
Socknen har tillhört län, fögderier, tingslag och domsagor enligt vad som beskrivs i artikeln Sundals härad. De indelta soldaterna tillhörde Västgöta-Dals regemente och Sundals kompani.

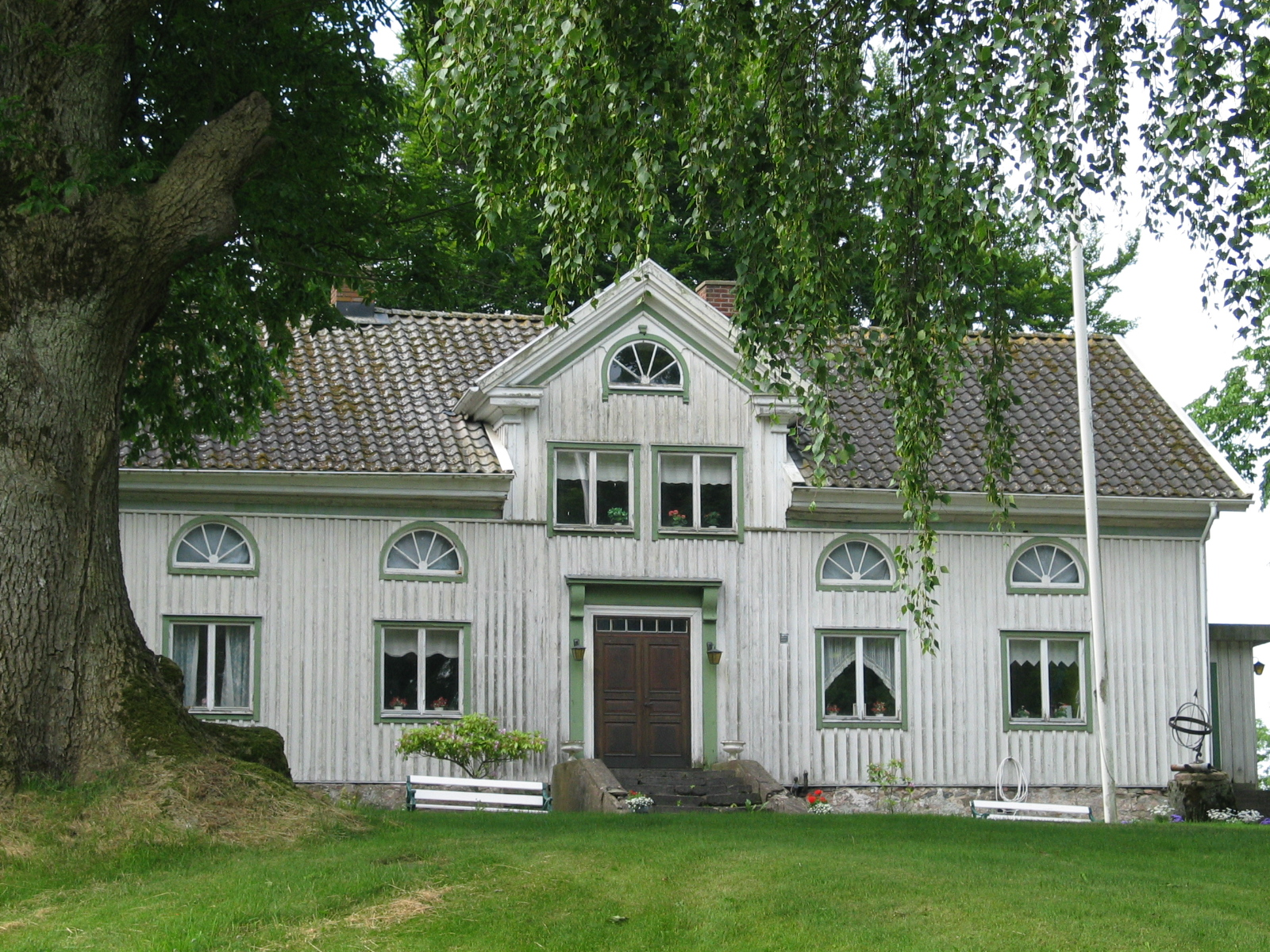
Det tidigare säteriet Lövås i Gestad.

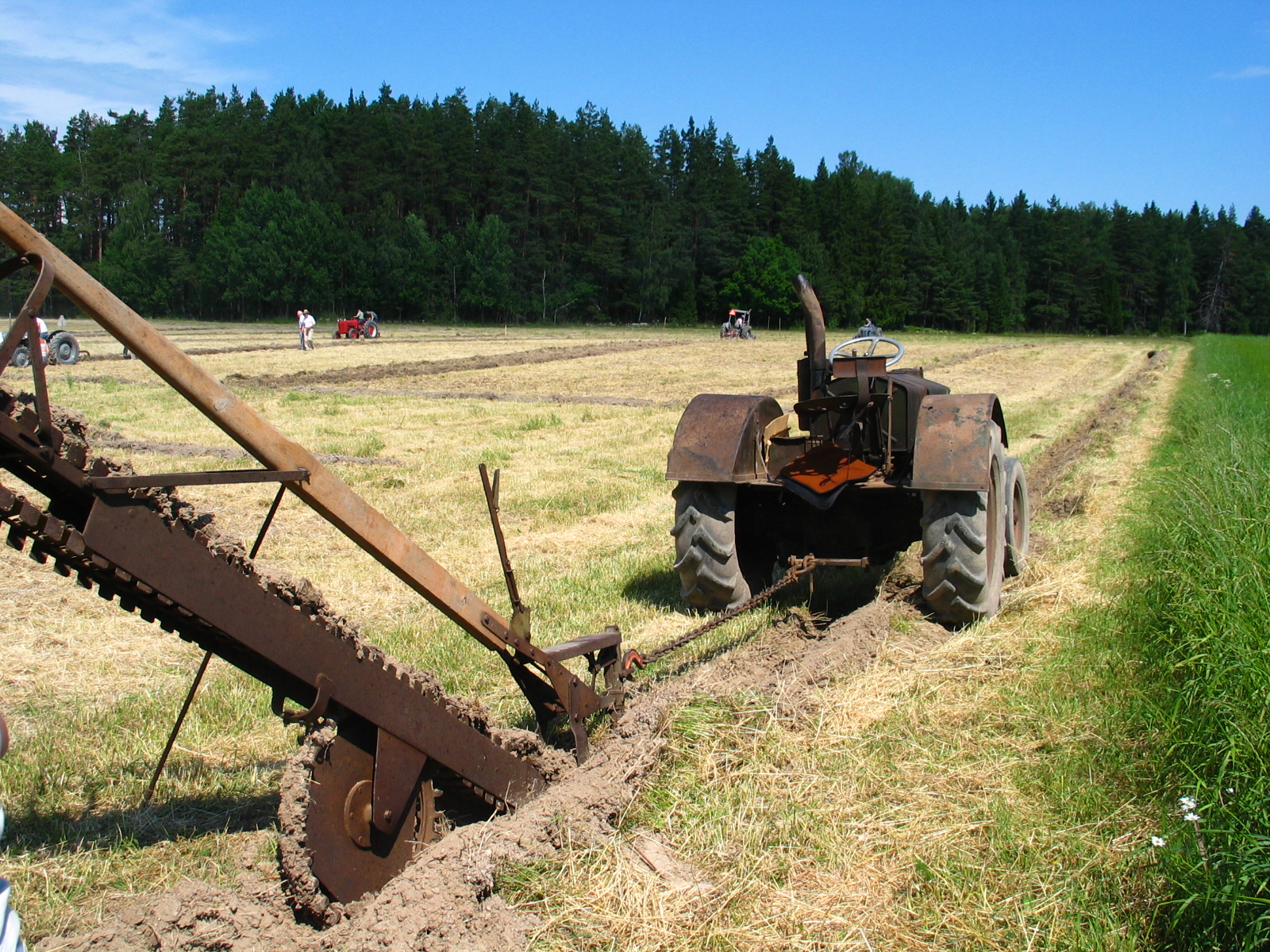
Traktorträff i Gestad.

## Geografi
Gestads socken ligger nordost om Vänersborg vid Vänern. Socknen är en slättbygd på Dalboslätten som är delvis småkuperad och har skogsbygd i söder och vid Vänern.
Gestadbygden dominerades tidigare av adelsgodset Lövås som ligger cirka en km sydost om kyrkan. Bygden var tidigare känd för den omfattande odlingen av havre. Havren exporterades i slutet av 1800-talet i stor omfattning bl.a. till London-området (hästfoder). I väntan på utskeppning mellanlagrades spannmålen i ett stort hamnmagasin i Sikhall. Den skeppades sedan på skutor till Göteborg och vidare till England. Havren från Dalboslätten ansågs vara av den allra högsta kvaliteten. Bygden har i litterära sammanhang karakteriserats med orden: "Himmel och havre".
Varje år anordnas i privat regi en större traktorträff i Gestad med uppvisning av gamla traktorer och plöjning. 
Nära kyrkan har man funnit grunden till en större byggnad. Platsen benämnes Murängen och en teori är att det rör sig om en större gård (stormansgård) från vikingatiden eller något senare. Gården hade förmodligen en egen mindre kyrka. En stor arkeologisk utgrävning ägde rum åren 1986 - 1990.
I socknens södra del ligger Sikhalls badplats och camping. Stranden är mycket långgrund.
I Skerruds grundskola sker undervisning i årskurserna 1 – 6.
I socknen finns två kyrkor tillhörande Svenska kyrkan, Gestads och Timmerviks kyrkor, samt ett säreget missionshus, tillhörande Gestads missionsförsamling.
En sätesgård var Lövås säteri.
I Timmervik har det funnits ett gästgiveri.

## Fornlämningar
Några boplatser och två hällkistor från stenåldern är funna. Från bronsåldern finns spridda gravrösen. Från järnåldern finns tre gravfält.

## Namnet
Namnet skrevs 1346 Gezstadhum och kommer från bebyggelsen vid kyrkan. Efterleden är sta(d), 'ställe, plats'. Förleden innehåller antingen get eller mansnamnet Get.

## Personer från bygden
Författaren Per Olof Ekström (1926–1981) var född och uppvuxen i Gestad.

## Befolkningsutveckling
| Befolkningsutvecklingen i Gestads socken 1780–1990                                                      | Befolkningsutvecklingen i Gestads socken 1780–1990 | Befolkningsutvecklingen i Gestads socken 1780–1990 | Befolkningsutvecklingen i Gestads socken 1780–1990 | Befolkningsutvecklingen i Gestads socken 1780–1990 |
| --- | -------------------------------------------------- | -------------------------------------------------- | -------------------------------------------------- | -------------------------------------------------- |
| |                                                    |                                                    |                                                    |                                                    |
| År |                                                    |                                                    | Folkmängd                                          |                                                    |
| 1780 | 1780                                               |                                                    | 1 148                                              |                                                    |
| 1790 | 1790                                               |                                                    | 1 156                                              |                                                    |
| 1810 | 1810                                               |                                                    | 1 128                                              |                                                    |
| 1820 | 1820                                               |                                                    | 1 267                                              |                                                    |
| 1830 | 1830                                               |                                                    | 1 407                                              |                                                    |
| 1840 | 1840                                               |                                                    | 1 659                                              |                                                    |
| 1850 | 1850                                               |                                                    | 2 273                                              |                                                    |
| 1860 | 1860                                               |                                                    | 2 514                                              |                                                    |
| 1870 | 1870                                               |                                                    | 2 699                                              |                                                    |
| 1880 | 1880                                               |                                                    | 2 626                                              |                                                    |
| 1890 | 1890                                               |                                                    | 1 975                                              |                                                    |
| 1900 | 1900                                               |                                                    | 1 786                                              |                                                    |
| 1910 | 1910                                               |                                                    | 1 514                                              |                                                    |
| 1920 | 1920                                               |                                                    | 1 410                                              |                                                    |
| 1930 | 1930                                               |                                                    | 1 348                                              |                                                    |
| 1940 | 1940                                               |                                                    | 1 193                                              |                                                    |
| 1950 | 1950                                               |                                                    | 988                                                |                                                    |
| 1960 | 1960                                               |                                                    | 875                                                |                                                    |
| 1970 | 1970                                               |                                                    | 734                                                |                                                    |
| 1980 | 1980                                               |                                                    | 724                                                |                                                    |
| 1990 | 1990                                               |                                                    | 716                                                |                                                    |
| Anm: Källor: Umeå universitet - Tabellverket 1749-1859, Demografiska databasen, CEDAR, Umeå universitet |                                                    |                                                    |                                                    |                                                    |